# Кубок Ліхтенштейну з футболу 1953—1954
Кубок Ліхтенштейну з футболу 1953—1954 — 9-й розіграш кубкового футбольного турніру в Ліхтенштейні. Титул здобув Вадуц.

## 1/2 фіналу
| Команда 1 | Рахунок | Команда 2 |
| --------- | ------- | --------- |
| Шан       | 3–7     | Вадуц     |
| Трізен    | 2–0     | Бальцерс  |

## Фінал
| 5 вересня 1954 |

| Вадуц | 1–0 | Трізен |
| ----- | --- | ------ |
|       |     |        |

| Вадуц |